# Ugolotto Gonzaga

Stemma dei Gonzaga dal 1433

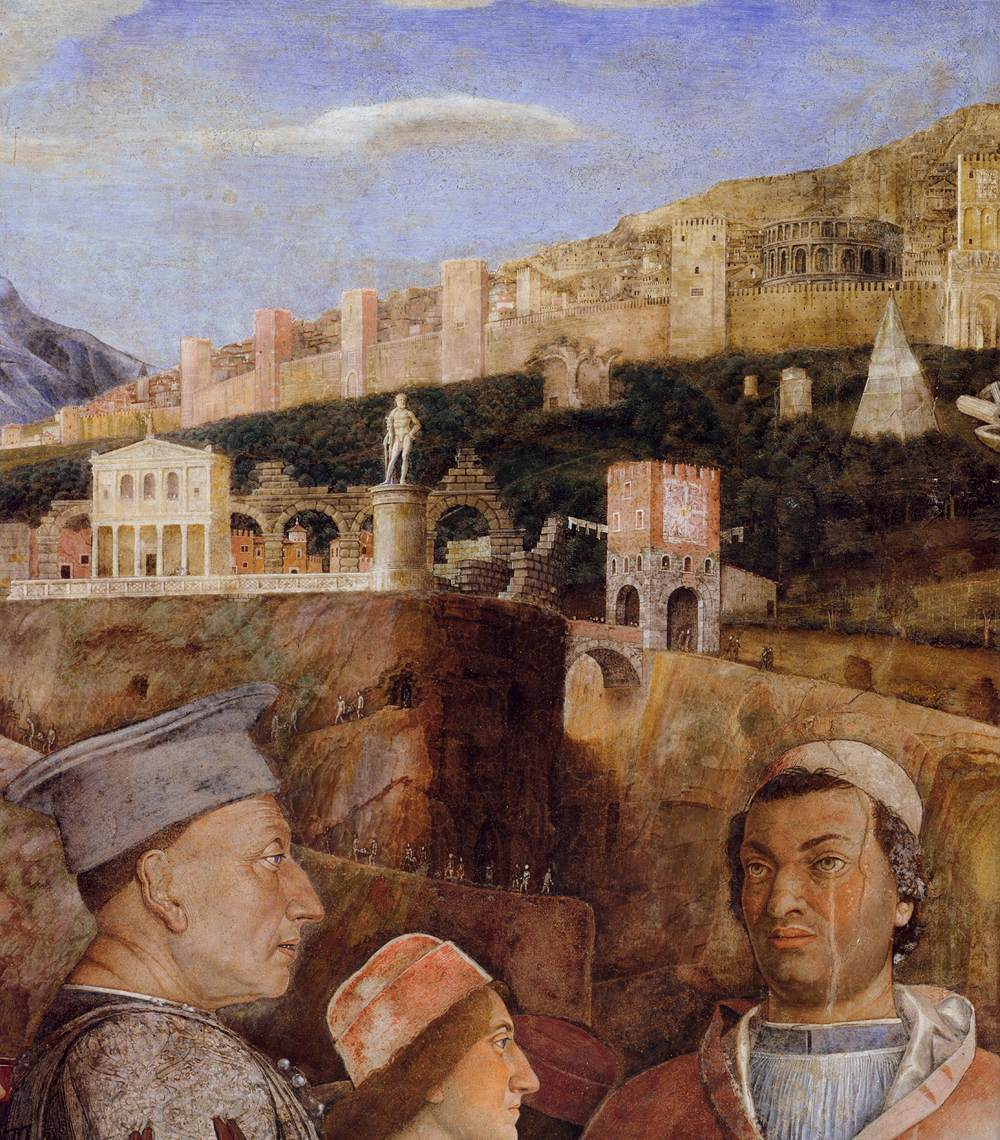
Andrea Mantegna. Camera degli Sposi, probabile ritratto di Ugolotto Gonzaga (con copricapo rosso), tra Ludovico Gonzaga e Francesco Gonzaga

Ugolotto Gonzaga (1452 circa) è stato un nobile e militare italiano.

## Biografia
Era figlio di Carlo Gonzaga, signore di Luzzara e di Ringarda Manfredi, figlia di Guidantonio Manfredi.
Fu armato cavaliere dall'imperatore Federico III  a Ferrara nel 1469 e, alla morte del padre Carlo, divenne signore di Luzzara, Sabbioneta, Bozzolo, San Martino dall'Argine, Gazzuolo, Viadana, Suzzara, Gonzaga, Reggiolo, Isola Dovarese e Rivarolo.
Morì senza eredi e i suoi possedimenti andarono al fratello maggiore del padre Carlo, Ludovico III Gonzaga marchese di Mantova, che a sua volta li ridistribuì ai suoi figli. Il feudo di Luzzara fu assegnato a Rodolfo Gonzaga, che diventò di fatto il capostipite del ramo cadetto dei marchesi di Luzzara.

## Ascendenza
|                  |  |                      | Genitori               |  |  | Nonni                 |  |  | Bisnonni            |  |
|                  |  |                      |                        |  |  | Gianfrancesco Gonzaga |  |  | Francesco I Gonzaga |  |
|                  |  |                      |                        |  |  | Gianfrancesco Gonzaga |  |  | Francesco I Gonzaga |  |
|                  |  | Margherita Malatesta |                        |  |  | Gianfrancesco Gonzaga |  |  |                     |  |
| Carlo Gonzaga    |  |                      |                        |  |  | Gianfrancesco Gonzaga |  |  |                     |  |
|                  |  | Paola Malatesta      | Malatesta IV Malatesta |  |  |                       |  |  |                     |  |
|                  |  | Paola Malatesta      | Malatesta IV Malatesta |  |  |                       |  |  |                     |  |
|                  |  | Paola Malatesta      | Elisabetta da Varano   |  |  |                       |  |  |                     |  |
| Ugolotto Gonzaga |  | Paola Malatesta      |                        |  |  |                       |  |  |                     |  |
|                  |  |                      |                        |  |  |                       |  |  |                     |  |
|                  |  |                      |                        |  |  |                       |  |  |                     |  |
|                  |  |                      |                        |  |  |                       |  |  |                     |  |
|                  |  |                      |                        |  |  |                       |  |  |                     |  |
|                  |  |                      |                        |  |  |                       |  |  |                     |  |
|                  |  |                      |                        |  |  |                       |  |  |                     |  |
|                  |  |                      |                        |  |  |                       |  |  |                     |  |
|                  |  |                      |                        |  |  |                       |  |  |                     |  |